# Chiquitita
Chiquitita är en sång skriven av Björn Ulvaeus och Benny Andersson och inspelad av den svenska popgruppen Abba. Den utkom på singel 1979 och togs även med på gruppens album Voulez-Vous samma år.

## Historik
Studioarbetet med melodin påbörjades den 4 december 1978 i Polar Studios i Stockholm och de första demoinspelningarna hade arbetsnamnen Kålsupare och Kålsupare II. En demoinspelning med titeln Three Wise Guys spelades in samma månad. Ytterligare en text spelades in och den hade titeln Chiquitita Angelina.
Melodin användes även till en inspelning med titeln In the Arms of Rosalita. 1999 spelades några sekunder av denna inspelning i en TV-dokumentär av brittiska ITV om gruppens 25-årsjubileum av vinsten i Eurovision Song Contest. 
Den slutgiltiga versionen spelades in med Agnetha Fältskog på solostämma. 
Abba medverkade vid den TV-sända galan Music for Unicef Concert i New York den 9 januari 1979 och framförde då den nya låten Chiquitita. Låtskrivarna Andersson och Ulvaeus donerade därefter hälften av alla framtida intäkter från låten till Förenta nationernas barnfond Unicef, något som har genererat barnfonden 20 miljoner kronor (2014). 2014 beslutade sig alla medlemmarna i Abba att donera alla framtida royalties från låten till UNICEF.
Chiquitita är en av få Abba-singlar som inte fick någon musikvideo. Gruppens framförande av sången i BBC:s TV-program Abba in Switzerland från våren 1979 har använts vid sammanställningar av gruppens musikvideor sedan dess. I videon sjunger gruppen sången sittande vid en gigantisk snögubbe på ett berg i Alperna. Eftersom videon spelades in utomhus, blåser en vind i Anni-Frid Lyngstads hår i större delen av videon varpå hon har svårigheter med att hålla det från ansiktet. 
Abba framförde sången vid sin konsertturné i Nordamerika och Europa hösten 1979 och en inspelning från Wembley Arena i London finns med på albumet Live från 1986. 

### Spansk version
Den 8 mars 1979 gjorde Abba en ny sångpåläggning med spansk text i Polar Studios i Stockholm. Den nya texten var skriven av Buddy McCluskey, som arbetade på skivbolaget RCA, som gav ut gruppens skivor i Sydamerika, samt dennes fru Mary. Inspelningen gavs ut på singelskiva i spansktalande länder och blev en stor succé. Den låg på förstaplatsen på hitlistorna i Spanien, Mexiko och Costa Rica. Gruppen kom att spela in flera av sina tidigare låtar med spansk text till albumet Gracias Por La Música som de släppte 1980. Där fanns även den spanska inspelningen av Chiquitita med.

## Singelskiva
Singelskivan (skivomslag) släpptes internationellt i januari 1979 och klättrade till toppen av hitlistorna i Nederländerna, Spanien, Irland, Belgien, Mexiko och Sydafrika. Den låg dessutom på andraplatsen i Storbritannien och Sverige samt innehade tredjeplatsen i Västtyskland.
Chiquitita släpptes som singel i USA först i november 1979, elva månader efter framträdandet vid Unicef-galan. Singeln tog sig som högst till plats 29 på Billboardlistan. 

### Listplaceringar
| Lista (1979)          | Topplaceringar |
| --------------------- | -------------- |
| Argentina             | 7              |
| Australien            | 4              |
| Österrike             | 6              |
| Belgien               | 1              |
| Costa Rica            | 1              |
| Kanada                | 17             |
| Nederländerna         | 1              |
| Finland               | 1              |
| Frankrike             | 13             |
| Västtyskland          | 3              |
| Irland                | 1              |
| Italien               | 48             |
| Japan                 | 19             |
| Nya Zeeland           | 1              |
| Norge                 | 4              |
| Spanien               | 1              |
| Sverige               | 2              |
| Schweiz               | 1              |
| Storbritannien        | 2              |
| USA Billboard Hot 100 | 29             |

## Coverversioner
1979 gjorde dansbandet Ingmar Nordströms en instrumental version av Chiquitita och släppte den på sitt album Saxparty 6. En annan instrumental inspelning av Dana Dragomir låg på Svensktoppen i elva veckor under perioden 15 november 1992-31 januari 1993, med andra plats som högsta placering .
1984 spelade Nana Mouskouri in låten med fransk text av Alain Boublil. Titeln på inspelningen är Chiquitita (dis-moi pourqoui) och hon tog med den på sitt album La dame de coeur samma år och gav även ut den som singel.
Sången finns med i musikalen och långfilmen Mamma Mia! där den sjungs av rollkaraktärerna Tanya och Rosie. Sången finns inte med på filmens officiella soundtrackalbum.
Den svenska duon First Aid Kit har framfört låten live.
Den 20 november 2014 framförde Laleh Pourkarim sången live under en Unicef-gala i New York.